# Kanton Eybens
Eybens is een voormalig kanton van het Franse departement Isère. Het kanton maakte deel uit van het arrondissement Grenoble. Het werd opgeheven bij decreet van 18 februari 2014, met uitwerking op 22 maart 2015.

## Gemeenten
Het kanton Eybens omvatte de volgende gemeenten:
- Eybens (hoofdplaats)
- Gières
- Herbeys
- Poisat
- Venon